# Bangalaia duffyi
Bangalaia duffyi là một loài bọ cánh cứng trong họ Cerambycidae.